# Светско првенство у хокеју на леду 2017.
Светско првенство у хокеју на леду 2017. (фр. Championnat du monde de hockey sur glace 2017, енгл. 2017 IIHF World Championship) 81. је по реду такмичењу за наслов титуле светског првака у хокеју на леду у организацији Светске хокејашке федерације (ИИХФ). Турнир се у заједничкој организацији Немачке и Француске одржавао у периоду од 5. маја до 21. маја 2017. године. Градови домаћини били су Келн и Париз,а Француска је организовала првенство по први пут након 65 година и СП 1951., док је Немачка последњи пут била домаћин на СП 2010. године. Титулу светског првака бранила је селекција Канаде.
Званичне маскоте првенства су Астерикс и Обеликс, главни ликови из истоименог француског стрипа. На званичном логоу првенства налази се силуета бившег голмана немачке репрезентације Роберта Милера који је 2009. преминуо од тумора на мозгу у 28. години живота. Службену химну првенства под називом Playground изводи немачка денс група Касакада.
Титулу светског првака, десету по реду, освојила је селекција Шведске која је у финалној утакмици победила браница титуле, репрезентацију Канаде, након бољег извођења пенала. Бронзану медаљу освојила је селекција Русије. Из елитне дивизије испале су селекције Словеније и Италије. За најбољег играча првенства проглашен је нападач шведског тима Вилијам Ниландер, док је најефикаснији играч био руски нападач Артемиј Панарин са 17 индексних поена.
На првенству је постигнуто укупно 355 голова или 5,55 голова по утакмици. На укупно 64 утакмице забележена је посета од 686.391 гледаоца или у просеку 10.725 гледалаца по утакмици.

## Избор домаћина турнира
Кандидатуру за организацију светског првенства 2017. заједнички су поднеле Данска и Летонија, те Немачка и Француска. Одлука о домаћинству првенства донесена је на Конгресу ИИХФ-а одржаном 17. маја 2013. у Стокхолму. Кандидатура Немачке и Француске добила је 63 гласа делегата, док су Данска и Летонија добиле 45 гласова.
Француској је ово била 5. организација по реду, а последњи пут организовали су светско првенство 1951. године, док су као домаћини Зимских олимпијских игара 1968. уједно организовали и олимпијски хокејашки турнир који се бодовао и за титулу светског првака. Немачка је заднњи пут организовала СП 2010, а укупно је до сада организовала 8 турнира (укључујући и хокејашки турнир на ЗОИ 1936. године).

## Градови домаћини
Све утакмице првенства играле су се у две арене у два града, Келну и Паризу. Утакмице у Паризу играле су се у AccorHotels Arena у Берсију капацитета око 15.000 места за хокејашке утакмице, док су се утакмице у Немачкој играле у дворани Lanxess Arena капацитета 18.500 места. Утакмице групе А играле су се у Келну, док су се утакмице групе Б играле у Паризу. У Келну су се играле и утакмице полуфинала, те меч за бронзану и сребрну медаљу. У случају да се домаћини турнира пласирају у четвртфинале они ће своје утакмице играти на домаћем терену.
| Француска         | ПаризКелн | Немачка           |
| Париз             | ПаризКелн | Келн              |
| Капацитет: 15.000 | ПаризКелн | Капацитет: 18.500 |
|                   | ПаризКелн |                   |

## Учесници првенства
На турниру као и претходних неколико година учествује укупно 16 репрезентација подељених у две групе са по 8 екипа. Директан пласман на првенство обезбедило је 14 првопласираних репрезентација са Светског првенства 2016. у Русији (укључујући и домаћине првенства), те две најбоље пласиране селекције са Светског првенства прве дивизије 2016. (група А). Са европског континента долази 14 учесника, док су два преостала учесника из Северне Америке. У односу на претходну годину новалије на првенству су селекције Италије и Словеније.
Приликом жреба екипе су биле подељене у 8 квалитетних група са по 2 тима, а састав група одређен је на основу стања на ранг листи ИИХФ након краја такмичарске 2016. године. Унапред је одређено да ће Немачка у групној фази наступити у групи А, а Француска у групи Б.
| Група А - Русија* (2) - Сједињене Државе* (4) - Шведска* (5) - Словачка* (8) - Немачка* (10) (домаћин) - Летонија* (12) - Данска* (13) - Италија^ (16) | Група Б - Канада* (1) - Финска* (3) - Чешка* (6) - Швајцарска* (7) - Белорусија* (9) - Норвешка* (11) - Француска* (14) (домаћин) - Словенија^ (15) |

* = Аутоматски су се пласирали јер су заузели једно од првих 14 места на светском првенству 2016. године.
^ = Пласирали су се јер су заузели прво и друго место у Дивизији I, група А 2016. године

## Систем такмичења
На турниру учествује укупно 16 репрезентација које су у основном делу подељене у две групе са по 8 екипа. Након седам одиграних кола групне фазе где се игра по једнокружном бод систему свако са сваким по 4 првопласиране селекције из обе групе такмичење настављају у четвртфиналу, док две последњепласиране екипе из обе групе испадају у нижи ранг такмичења. У случају да селекција Данске која је домаћин наредног СП 2018. заузме последње место у својој групи, у нижи ранг такмичења испада следећа најслабија репрезентација (дакле седмопласирана). Самим тим пласман на наредно светско првенство обезбедит ће 13 првопласираних селекција, плус домаћин Данска.
Распоред бодова у групној фази одвија се по следећем систему:
- 3 бода - победа након 60 минута игре;
- 2 бода - победа након продужетка или после извођења пенала;
- 1 бод - пораз након продужетка или извођења пенала;
- 0 бодова - пораз након 60 минута игре.

У групној фази евентуални продужетак траје 5 минута, а игра се до „златног гола“ (победник је екипа која прва постигне погодак), док је у елиминационим фазама трајање продужетка 10 минута, изузев у финалу где продужетак траје 20 минута. У случају да у продужетку није постигнут погодак изводе се пенали. Пенал серију започињу по три играча оба тима, а победник је екипа која постигне више голова. Уколико је након почетне серије резултат и даље нерешен, извођење пенала се наставља „системом један за један“ све док једна од екипа не оствари предност.
Уколико су две или више екипа групну фазу завршиле са истим бројем бодова предност имају екипе које су имале бољи међусобни скор у директном дуелу, затим бољу гол разлику, потом више постигнутих голова, те на крају на основу пласмана на ИИХФ ранг листи.
Коначан пласман на позицијама од 5. до 16. места одређен је на основу резултата у групној и елиминационој фази.

### Састави тимова
Свака репрезентација у свом саставу може имати најмање 15 играча на позицијама у нападу и одбрани и 2 голмана, односно максимално по 22 играча у пољу и 3 голмана. Сваки играч мора бити држављанин земље коју представља, односно у случају промене држављанства да је најмање две године наступао у националном првенству своје нове домовине. Уколико у току трајања првенства дође до повреде неког од играча свака екипа има право да уместо повређеног играча у тим накнадно уврсти новог играча. Свака репрезентација мора да достави званичан састав за сваку утакмицу најкасније два сата пре почетка меча. За сваку утакмицу може да буде пријављено максимум 20 клизача и 2 голмана.

### Списак судија
Међународна хокејашка федерација је за турнир делегирала по 16 главних и линијских судија, а званичан списак судија објављен је 2. марта 2016. Судије и помоћници долазе из 12 различитих земаља, а одређени су селекцијом између 63 кандидата са искуством у међународним и националним такмичењима.
| - Марк Лемелин - Оливер Гуин - Брет Ајверсон - Јан Хрибик - Антоњин Јержабек - Стефан Фонселијус - Анси Салонен - Данијел Пјечажек | - Едуардс Одинс - Роман Гофман - Тобијас Верли - Данијел Стрикер - Јозеф Кубуш - Маркус Линде - Линус Охлунд - Стивен Рено |

| - Иван Дедјуља - Нејтан Ваностен - Либор Суханек - Мирослав Лхотски - Рене Јенсен - Хану Сормунен - Сакари Суоминен - Лукас Колмилер | - Јоп Лермакерс - Глеб Лазарев - Александар Отмахов - Роман Кадерли - Петер Шефчик - Андреас Малмквист - Брајан Оливер - Џудсон Ритер |

## Групна фаза такмичења
У групној фази такмичења све екипе су подељене у две групе са по 8 тимова. Игра се по једнокружном бод систему у седам кола, а 4 првопласиране селекције из обе групе такмичење настављају у четвртфиналу, док две последњепласиране селекције испадају у нижи ранг такмичења (изузев у групи А где се налази селекција Данске која као домаћин наредног првенства не може да испадну у нижи ранг такмичења). Све утакмице групе А играју се у Келну, а утакмице групе Б у Паризу.
Утакмице групне фазе играт ће се укупно 11 дана, од 5. маја до 16. маја. У групној фази одиграт ће се укупно 56 утакмица, односно 28 у свакој од група.
Сатница обе групе је по локалном времену — средњоевропско летње време UTC+2.

### Група А
|  | Пласман у четвртфинале        |
|  | Испали у Дивизију I - група A |

| #  | Репрезентација   | Ут | П | Ппр | Ипр | И | ГД | ГП | ГР  | Бод |
| -- | ---------------- | -- | - | --- | --- | - | -- | -- | --- | --- |
| 1. | Сједињене Државе | 7  | 6 | 0   | 0   | 1 | 31 | 14 | +17 | 18  |
| 2. | Русија           | 7  | 5 | 1   | 0   | 1 | 35 | 10 | +25 | 16  |
| 3. | Шведска          | 7  | 5 | 0   | 1   | 1 | 29 | 13 | +16 | 16  |
| 4. | Немачка          | 7  | 2 | 2   | 1   | 2 | 20 | 23 | -3  | 11  |
| 5. | Летонија         | 7  | 3 | 0   | 1   | 3 | 14 | 18 | -4  | 9   |
| 6. | Данска           | 7  | 1 | 2   | 0   | 4 | 13 | 22 | -9  | 7   |
| 7. | Словачка         | 7  | 0 | 1   | 2   | 4 | 12 | 28 | -16 | 4   |
| 8. | Италија          | 7  | 0 | 0   | 1   | 6 | 6  | 32 | -26 | 1   |

| 5. мај 2017. 16:15 | Шведска | 1 : 2 (пен) (1:0, 0:0, 0:1; 0:0, 0:1) | Русија | , Келн Посетилаца: 18.357 |

| Извор                                                                        | Извор          | Извор                                                | Извор             | Извор                                                                             |
| ---------------------------------------------------------------------------- | -------------- | ---------------------------------------------------- | ----------------- | --------------------------------------------------------------------------------- |
|                                                                              | Виктор Фаст    | Голмани                                              | Андреј Василевски | Судије Анси Салонен Данијел Стрикер Линијске судије Роман кадерли Нејтан Ваностен |
| Елијас Линдхолм − 14:40 Елијас Линдхолм Оливер Екман Ларсон Вилијам Ниландер | 1:0 1:1 Пенали | 43:58 − Сергеј Андронов Никита Гусев Артемиј Панарин |                   | Судије Анси Салонен Данијел Стрикер Линијске судије Роман кадерли Нејтан Ваностен |
| 4 мин                                                                        | Искључења      | 2 мин                                                |                   | Судије Анси Салонен Данијел Стрикер Линијске судије Роман кадерли Нејтан Ваностен |
| 23                                                                           | Шутеви на гол  | 30                                                   |                   | Судије Анси Салонен Данијел Стрикер Линијске судије Роман кадерли Нејтан Ваностен |

| 5. мај 2017. 20:15 | Сједињене Државе | 1 : 2 (0:1, 0:0, 1:1) | Немачка | , Келн Посетилаца: 18.688 |

| Извор               | Извор         | Извор                                       | Извор       | Извор                                                                      |
| ------------------- | ------------- | ------------------------------------------- | ----------- | -------------------------------------------------------------------------- |
|                     | Џими Хауард   | Голмани                                     | Томас Грајс | Судије Оливер Гуин Јозеф Кубуш Линијске судије Хану Сормунен Либор Суханек |
| Конор Марфи − 51:00 | 0:1 1:1 1:2   | 10:50 − Тобијас Рајдер 53:58 − Патрик Хагер |             | Судије Оливер Гуин Јозеф Кубуш Линијске судије Хану Сормунен Либор Суханек |
| 4 мин               | Искључења     | 4 мин                                       |             | Судије Оливер Гуин Јозеф Кубуш Линијске судије Хану Сормунен Либор Суханек |
| 43                  | Шутеви на гол | 27                                          |             | Судије Оливер Гуин Јозеф Кубуш Линијске судије Хану Сормунен Либор Суханек |

| 6. мај 2017. 12:15 | Летонија | 3 : 0 (0:0, 1:0, 2:0) | Данска | , Келн Посетилаца: 13.453 |

| Извор                                                          | Извор            | Извор   | Извор          | Извор                                                                          |
| -------------------------------------------------------------- | ---------------- | ------- | -------------- | ------------------------------------------------------------------------------ |
|                                                                | Елвис Марзљикинс | Голмани | Себастијан Дам | Судије Линус Олунд Данијел Стрикер Линијске судије Роман кадерли Либор Суханек |
| Гинтс Меија − 23:08 Микс Индрашис − 41:48 Микс Индрашис− 52:40 | 1:0 2:0 3:0      |         |                | Судије Линус Олунд Данијел Стрикер Линијске судије Роман кадерли Либор Суханек |
| 6 мин                                                          | Искључења        | 12 мин  |                | Судије Линус Олунд Данијел Стрикер Линијске судије Роман кадерли Либор Суханек |
| 35                                                             | Шутеви на гол    | 27      |                | Судије Линус Олунд Данијел Стрикер Линијске судије Роман кадерли Либор Суханек |

| 6. мај 2017. 16:15 | Словачка | 3 : 2 (про) (1:0, 0:1, 1:1; 1:0) | Италија | , Келн Посетилаца: 12.229 |

| Извор                                                             | Извор               | Извор                                    | Извор           | Извор                                                                                |
| ----------------------------------------------------------------- | ------------------- | ---------------------------------------- | --------------- | ------------------------------------------------------------------------------------ |
|                                                                   | Јулијус Худачек     | Голмани                                  | Андреас Бернард | Судије Оливер Гуин Антоњин Јержабек Линијске судије Јоп Лермакерс Александар Отмахов |
| Михел Миклик − 06:58 Либор Худачек − 58:56 Петер Черешњак − 62:45 | 1:0 1:1 1:2 2:2 3:2 | 35:06 − Ђовани Морини 42:41 − Лука Фриго |                 | Судије Оливер Гуин Антоњин Јержабек Линијске судије Јоп Лермакерс Александар Отмахов |
| 2 мин                                                             | Искључења           | 8 мин                                    |                 | Судије Оливер Гуин Антоњин Јержабек Линијске судије Јоп Лермакерс Александар Отмахов |
| 32                                                                | Шутеви на гол       | 19                                       |                 | Судије Оливер Гуин Антоњин Јержабек Линијске судије Јоп Лермакерс Александар Отмахов |

| 6. мај 2017. 20:15 | Немачка | 2 : 7 (1:1, 1:3, 0:3) | Шведска | , Келн Посетилаца: 18.673 |

| Извор                                     | Извор                               | Извор | Извор       | Извор                                                                        |
| ----------------------------------------- | ----------------------------------- | --- | ----------- | ---------------------------------------------------------------------------- |
|                                           | Томас Грајс Дани аус ден Биркен     | Голмани | Виктор Фаст | Судије Роман Гофман Едуардс Одињш Линијске судије Иван Дедјуља Брајан Оливер |
| Патрик Хагер − 16:14 Филип Гогула − 25:26 | 0:1 1:1 1:2 2:2 2:3 2:4 2:5 2:6 2:7 | 06:56 − Оливер Екман Ларсон 20:23 − Виктор Раск 35:14 − Линус Омарк 39:57 − Јонас Бродин 49:42 − Габријел Ландеског 50:40 − Вилијам Ниландер 51:59 − Вилијам Ниландер |             | Судије Роман Гофман Едуардс Одињш Линијске судије Иван Дедјуља Брајан Оливер |
| 10 мин                                    | Искључења                           | 10 мин |             | Судије Роман Гофман Едуардс Одињш Линијске судије Иван Дедјуља Брајан Оливер |
| 24                                        | Шутеви на гол                       | 44 |             | Судије Роман Гофман Едуардс Одињш Линијске судије Иван Дедјуља Брајан Оливер |

| 7. мај 2017. 12:15 | Италија | 1 : 10 (0:2, 1:3, 0:5) | Русија | , Келн Посетилаца: 10.893 |

| Извор                   | Извор                                        | Извор | Извор                         | Извор                                                                        |
| ----------------------- | -------------------------------------------- | --- | ----------------------------- | ---------------------------------------------------------------------------- |
|                         | Фредерик Клутије                             | Голмани | Андреј Василевски Иља Сорокин | Судије Јозеф Кубуш Линус Олунд Линијске судије Брајан Оливер Сакари Суоминен |
| Томасо Траверса − 23:40 | 0:1 0:2 1:2 1:3 1:4 1:5 1:6 1:7 1:8 1:9 1:10 | 09:35 − Сергеј Андронов 18:59 − Јевгениј Дадонов 24:51 − Никита Кучеров 35:04 − Владислав Наместников 36:21 − Артемиј Панарин 43:39 − Сергеј Плотников 45:29 − Сергеј Мозјакин 45:48 − Владислав Наместников 50:21 − Артемиј Панарин 58:54 − Сергеј Андронов |                               | Судије Јозеф Кубуш Линус Олунд Линијске судије Брајан Оливер Сакари Суоминен |
| 12 мин                  | Искључења                                    | 6 мин |                               | Судије Јозеф Кубуш Линус Олунд Линијске судије Брајан Оливер Сакари Суоминен |
| 15                      | Шутеви на гол                                | 36 |                               | Судије Јозеф Кубуш Линус Олунд Линијске судије Брајан Оливер Сакари Суоминен |

| 7. мај 2017. 16:15 | Сједињене Државе | 7 : 2 (3:1, 3:1, 1:0) | Данска | , Келн Посетилаца: 8.764 |

| Извор | Извор                               | Извор                                      | Извор          | Извор                                                                            |
| --- | ----------------------------------- | ------------------------------------------ | -------------- | -------------------------------------------------------------------------------- |
| | Конор Хелибејк                      | Голмани                                    | Себастијан Дам | Судије Антоњин Јержабек Едуардс Одињш Линијске судије Иван Дедјуља Јоп Лермакерс |
| Андерс Ли − 05:37 Клејтон Келер − 13:06 Џони Гудро − 18:59 Клејтон Келер − 34:33 Андерс Ли − 37:09 Брок Нелсон − 37:37 Клејтон Келер − 53:00 | 1:0 2:0 2:1 3:1 3:2 4:2 5:2 6:2 7:2 | 16:10 − Мортен Мадсен 21:08 − Никлас Хардт |                | Судије Антоњин Јержабек Едуардс Одињш Линијске судије Иван Дедјуља Јоп Лермакерс |
| 12 мин | Искључења                           | 24 мин                                     |                | Судије Антоњин Јержабек Едуардс Одињш Линијске судије Иван Дедјуља Јоп Лермакерс |
| 34 | Шутеви на гол                       | 25                                         |                | Судије Антоњин Јержабек Едуардс Одињш Линијске судије Иван Дедјуља Јоп Лермакерс |

| 7. мај 2017. 20:15 | Летонија | 3 : 1 (1:0, 1:0, 1:1) | Словачка | , Келн Посетилаца: 8.149 |

| Извор                                                                 | Извор            | Извор                | Извор    | Извор                                                                               |
| --------------------------------------------------------------------- | ---------------- | -------------------- | -------- | ----------------------------------------------------------------------------------- |
|                                                                       | Елвис Мерзљикинс | Голмани              | Јан Лацо | Судије Роман Гофман Анси Салонен Линијске судије Александар Отмахов Нејтан Ваностен |
| Јанис Спруктс − 10:24 Земгус Гиргенсонс − 27:26 Андрис Џерињш − 50:36 | 1:0 2:0 2:1 3:1  | 49:09 − Михел Миклик |          | Судије Роман Гофман Анси Салонен Линијске судије Александар Отмахов Нејтан Ваностен |
| 12 мин                                                                | Искључења        | 37 мин               |          | Судије Роман Гофман Анси Салонен Линијске судије Александар Отмахов Нејтан Ваностен |
| 22                                                                    | Шутеви на гол    | 30                   |          | Судије Роман Гофман Анси Салонен Линијске судије Александар Отмахов Нејтан Ваностен |

| 8. мај 2017. 16:15 | Немачка | 3 : 6 (0:3, 0:2, 2:1) | Русија | , Келн Посетилаца: 18.734 |

| Извор                                                            | Извор                               | Извор | Извор             | Извор                                                                         |
| ---------------------------------------------------------------- | ----------------------------------- | --- | ----------------- | ----------------------------------------------------------------------------- |
|                                                                  | Томас Грајс                         | Голмани | Андреј Василевски | Судије Оливер Гуин Анси Салонен Линијске судије Либор Суханек Нејтан Ваностен |
| Брукс Мацек − 45:53 Филип Гогула − 48:34 Фредерик Тифелс − 59:10 | 0:1 0:2 0:3 0:4 0:5 1:5 2:5 2:6 3:6 | 01:04 − Вадим Шипачов 17:10 − Вадим Шипачов 18:15 − Сергеј Плотников 31:10 − Никита Гусев 35:16 − Никита Кучеров 51:40 − Никита Кучеров |                   | Судије Оливер Гуин Анси Салонен Линијске судије Либор Суханек Нејтан Ваностен |
| 29 мин                                                           | Искључења                           | 12 мин |                   | Судије Оливер Гуин Анси Салонен Линијске судије Либор Суханек Нејтан Ваностен |
| 29                                                               | Шутеви на гол                       | 35 |                   | Судије Оливер Гуин Анси Салонен Линијске судије Либор Суханек Нејтан Ваностен |

| 8. мај 2017. 20:15 | Сједињене Државе | 4 : 3 (2:3, 1:0, 1:0) | Шведска | , Келн Посетилаца: 18.398 |

| Извор                                                                              | Извор                       | Извор                                                                 | Извор       | Извор                                                                          |
| ---------------------------------------------------------------------------------- | --------------------------- | --------------------------------------------------------------------- | ----------- | ------------------------------------------------------------------------------ |
|                                                                                    | Џими Хауард                 | Голмани                                                               | Виктор Фаст | Судије Јозеф Кубуш Данијел Стрикер Линијске судије Роман Кадерли Хану Сормунен |
| Клејтон Келер − 03:21 Џони Гудро − 18:12 Џони Гудро − 22:57 Џеј-Ти Компхер − 51:47 | 0:1 1:1 1:2 2:2 2:3 3:3 4:3 | 02:14 − Елијас Линдхолм 13:23 − Елијас Линдхолм 18:47 − Виктор Хедман |             | Судије Јозеф Кубуш Данијел Стрикер Линијске судије Роман Кадерли Хану Сормунен |
| 12 мин                                                                             | Искључења                   | 6 мин                                                                 |             | Судије Јозеф Кубуш Данијел Стрикер Линијске судије Роман Кадерли Хану Сормунен |
| 27                                                                                 | Шутеви на гол               | 42                                                                    |             | Судије Јозеф Кубуш Данијел Стрикер Линијске судије Роман Кадерли Хану Сормунен |

| 9. мај 2017. 16:15 | Италија | 1 : 2 (1:1, 0:0, 0:1) | Летонија | , Келн Посетилаца: 6.332 |

| Извор               | Извор           | Извор                                       | Извор            | Извор                                                                              |
| ------------------- | --------------- | ------------------------------------------- | ---------------- | ---------------------------------------------------------------------------------- |
|                     | Андреас Бернард | Голмани                                     | Елвис Марзљикинс | Судије Брет Ајверсон Тобијас Верли Линијске судије Иван Дедјуља Александар Отмахов |
| Марко Инсам − 03:38 | 1:0 1:1 1:2     | 12:09 − Андрис Џерињш 58:41 − Андрис Џерињш |                  | Судије Брет Ајверсон Тобијас Верли Линијске судије Иван Дедјуља Александар Отмахов |
| 2 мин               | Искључења       | 6 мин                                       |                  | Судије Брет Ајверсон Тобијас Верли Линијске судије Иван Дедјуља Александар Отмахов |
| 21                  | Шутеви на гол   | 24                                          |                  | Судије Брет Ајверсон Тобијас Верли Линијске судије Иван Дедјуља Александар Отмахов |

| 9. мај 2017. 20:15 | Словачка | 3 : 4 (пен) (0:1, 0:2, 3:0; 0:0; 0:1) | Данска | , Келн Посетилаца: 4.454 |

| Извор | Извор                          | Извор | Извор          | Извор                                                                        |
| --- | ------------------------------ | --- | -------------- | ---------------------------------------------------------------------------- |
| | Јулијус Худачек                | Голмани | Себастијан Дам | Судије Марк Лемелин Маркус Линде Линијске судије Јоп Лермакерс Брајан Оливер |
| Мартин Гернат − 41:22 Маријо Ближњак − 46:05 Михел Миклик − 51:53 Либор Худачек Марцел Хашчак Владимир Дравецки | 0:1 0:2 0:3 1:3 2:3 3:3 Пенали | 16:20 − Никлас Хардт 24:26 − Патрик Расел 39:57 − Мортен Поулсен Николај Елерс Мадс Кристенсен Мортен Грен |                | Судије Марк Лемелин Маркус Линде Линијске судије Јоп Лермакерс Брајан Оливер |
| |                                | |                | Судије Марк Лемелин Маркус Линде Линијске судије Јоп Лермакерс Брајан Оливер |
| |                                | |                | Судије Марк Лемелин Маркус Линде Линијске судије Јоп Лермакерс Брајан Оливер |

| 10. мај 2017. 16:15 | Сједињене Државе | 3 : 0 (1:0, 2:0, 0:0) | Италија | , Келн Посетилаца: 7.168 |

| Извор                                                     | Извор         | Извор   | Извор           | Извор                                                                         |
| --------------------------------------------------------- | ------------- | ------- | --------------- | ----------------------------------------------------------------------------- |
|                                                           | Џими Хауард   | Голмани | Андреас Бернард | Судије Јан Хрибик Маркус Линде Линијске судије Глеб Лазарев Андреас Малмквист |
| Брок Нелсон − 05:17 Брок Нелсон − 25:53 Андерс Ли − 27:47 | 1:0 2:0 3:0   |         |                 | Судије Јан Хрибик Маркус Линде Линијске судије Глеб Лазарев Андреас Малмквист |
| 4 мин                                                     | Искључења     | 6 мин   |                 | Судије Јан Хрибик Маркус Линде Линијске судије Глеб Лазарев Андреас Малмквист |
| 32                                                        | Шутеви на гол | 8       |                 | Судије Јан Хрибик Маркус Линде Линијске судије Глеб Лазарев Андреас Малмквист |

| 10. мај 2017. 20:15 | Словачка | 2 : 3 (пен) (1:0, 1:2, 0:0; 0:0, 0:1) | Немачка | , Келн Посетилаца: 17.647 |

| Извор                                                                                | Извор                  | Извор                                                                           | Извор                           | Извор                                                                           |
| ------------------------------------------------------------------------------------ | ---------------------- | ------------------------------------------------------------------------------- | ------------------------------- | ------------------------------------------------------------------------------- |
|                                                                                      | Јулијус Худачек        | Голмани                                                                         | Томас Грајс Дани аус ден Биркен | Судије Стефан Фонселијус Брет Ајверсон Линијске судије Рене Јенсен Џудсон Ритер |
| Томаш Матоушек − 09:23 Либор Худачек − 29:58 Томаш Хрнка Маријо Ближњак Михел Миклик | 1:0 2:0 2:1 2:2 Пенали | 36:11 − Патрик Рајмер 36:38 − Јасин Ехлиц Доминик Кахун Брукс Мацек Јасин Ехлиц |                                 | Судије Стефан Фонселијус Брет Ајверсон Линијске судије Рене Јенсен Џудсон Ритер |
| 4 мин                                                                                | Искључења              | 4 мин                                                                           |                                 | Судије Стефан Фонселијус Брет Ајверсон Линијске судије Рене Јенсен Џудсон Ритер |
| 28                                                                                   | Шутеви на гол          | 31                                                                              |                                 | Судије Стефан Фонселијус Брет Ајверсон Линијске судије Рене Јенсен Џудсон Ритер |

| 11. мај 2017. 16:15 | Русија | 3 : 0 (0:0, 3:0, 0:0) | Данска | , Келн Посетилаца: 6.932 |

| Извор                                                                  | Извор             | Извор   | Извор          | Извор                                                                            |
| ---------------------------------------------------------------------- | ----------------- | ------- | -------------- | -------------------------------------------------------------------------------- |
|                                                                        | Андреј Василевски | Голмани | Георг Серенсен | Судије Стивен Рено Тобијас Верли Линијске судије Лукас Колмилер Мирослав Лхотски |
| Богдан Киселевич − 35:36 Сергеј Плотников − 35:54 Никита Гусев − 36:46 | 1:0 2:0 3:0       |         |                | Судије Стивен Рено Тобијас Верли Линијске судије Лукас Колмилер Мирослав Лхотски |
| 2 мин                                                                  | Искључења         | 4 мин   |                | Судије Стивен Рено Тобијас Верли Линијске судије Лукас Колмилер Мирослав Лхотски |
| 33                                                                     | Шутеви на гол     | 21      |                | Судије Стивен Рено Тобијас Верли Линијске судије Лукас Колмилер Мирослав Лхотски |

| 11. мај 2017. 20:15 | Шведска | 2 : 0 (1:0, 0:0, 1:0) | Летонија | , Келн Посетилаца: 8.276 |

| Извор                                                 | Извор         | Извор   | Извор            | Извор                                                                             |
| ----------------------------------------------------- | ------------- | ------- | ---------------- | --------------------------------------------------------------------------------- |
|                                                       | Еди Лек       | Голмани | Елвис Мерзљикинс | Судије Марк Лемелин Данијел Пјехачек Линијске судије Петер Шефчик Сакари Суоминен |
| Габријел Ландеског − 09:13 Габријел Ландеског − 56:42 | 1:0 2:0       |         |                  | Судије Марк Лемелин Данијел Пјехачек Линијске судије Петер Шефчик Сакари Суоминен |
| 16 мин                                                | Искључења     | 6 мин   |                  | Судије Марк Лемелин Данијел Пјехачек Линијске судије Петер Шефчик Сакари Суоминен |
| 30                                                    | Шутеви на гол | 19      |                  | Судије Марк Лемелин Данијел Пјехачек Линијске судије Петер Шефчик Сакари Суоминен |

| 12. мај 2017. 16:15 | Шведска | 8 : 1 (2:0, 1:1, 5:0) | Италија | , Келн Посетилаца: 10.878 |

| Извор | Извор                               | Извор                 | Извор            | Извор                                                                              |
| --- | ----------------------------------- | --------------------- | ---------------- | ---------------------------------------------------------------------------------- |
| | Виктор Фаст                         | Голмани               | Фредерик Клутије | Судије Стефан Фонселијус Брет Ајверсон Линијске судије Рене Јенсен Сакари Суоминен |
| Виктор Раск − 03:24 Филип Холм − 08:34 Јонас Бродин − 29:52 Елијас Линдхолм − 40:41 Линус Омарк − 50:09 Карл Клингберг − 54:53 Јоел Ериксон Ек − 56:51 Јон Клингберг − 58:25 | 1:0 2:0 2:1 3:1 4:1 5:1 6:1 7:1 8:1 | 23:50 − Ђовани Морини |                  | Судије Стефан Фонселијус Брет Ајверсон Линијске судије Рене Јенсен Сакари Суоминен |
| 4 мин | Искључења                           | 4 мин                 |                  | Судије Стефан Фонселијус Брет Ајверсон Линијске судије Рене Јенсен Сакари Суоминен |
| 45 | Шутеви на гол                       | 15                    |                  | Судије Стефан Фонселијус Брет Ајверсон Линијске судије Рене Јенсен Сакари Суоминен |

| 12. мај 2017. 20:15 | Данска | 3 : 2 (про) (2:2, 0:0, 0:0; 1:0) | Немачка | , Келн Посетилаца: 18.629 |

| Извор                                                             | Извор               | Извор                                     | Извор               | Извор                                                                        |
| ----------------------------------------------------------------- | ------------------- | ----------------------------------------- | ------------------- | ---------------------------------------------------------------------------- |
|                                                                   | Себастијан Дам      | Голмани                                   | Дани аус ден Биркен | Судије Јан Хрибик Маркус Линде Линијске судије Глеб Лазарев Мирослав Лхотски |
| Фредерик Сторм − 16:09 Мортен Поулсен − 16:34 Петер Регин − 61:40 | 0:1 0:2 1:2 2:2 3:2 | 08:26 − Патрик Рајмер 09:43 − Брукс Мацек |                     | Судије Јан Хрибик Маркус Линде Линијске судије Глеб Лазарев Мирослав Лхотски |
| 10 мин                                                            | Искључења           | 12 мин                                    |                     | Судије Јан Хрибик Маркус Линде Линијске судије Глеб Лазарев Мирослав Лхотски |
| 29                                                                | Шутеви на гол       | 29                                        |                     | Судије Јан Хрибик Маркус Линде Линијске судије Глеб Лазарев Мирослав Лхотски |

| 13. мај 2017. 12:15 | Летонија | 3 : 5 (1:0, 2:3, 0:2) | Сједињене Државе | , Келн Посетилаца: 17.936 |

| Извор                                                                      | Извор                           | Извор                                                                                                 | Извор          | Извор                                                                           |
| -------------------------------------------------------------------------- | ------------------------------- | --- | -------------- | ------------------------------------------------------------------------------- |
|                                                                            | Елвис Мерзљикинс                | Голмани                                                                                               | Конор Хелибејк | Судије Стефан Фонселијус Брет Ајверсон Линијске судије Рене Јенсен Глеб лазарев |
| Теодорс Бљугерс − 11:23 Каспарс Даугавињш − 20:07 Оскарс Цибуљскис − 31:37 | 1:0 2:0 2:1 3:1 3:2 3:3 3:4 3:5 | 29:00 − Џеј-Ти Компхер 33:44 − Ник Бјугстад 38:37 − Џони Гудро 56:37 − Ендру Коп 58:58 − Дилан Ларкин |                | Судије Стефан Фонселијус Брет Ајверсон Линијске судије Рене Јенсен Глеб лазарев |
| 6 мин                                                                      | Искључења                       | 8 мин                                                                                                 |                | Судије Стефан Фонселијус Брет Ајверсон Линијске судије Рене Јенсен Глеб лазарев |
| 23                                                                         | Шутеви на гол                   | 33 |                | Судије Стефан Фонселијус Брет Ајверсон Линијске судије Рене Јенсен Глеб лазарев |

| 13. мај 2017. 16:15 | Русија | 6 : 0 (3:0, 2:0, 1:0) | Словачка | , Келн Посетилаца: 18.591 |

| Извор | Извор                   | Извор   | Извор           | Извор                                                                            |
| --- | ----------------------- | ------- | --------------- | -------------------------------------------------------------------------------- |
| | Андреј Василевски       | Голмани | Јулијус Худачек | Судије Марк Лемелин Данијел Пјехачек Линијске судије Лукас Колмилер Џудсон Ритер |
| Јевгениј Дадонов − 01:12 Јевгениј Дадонов − 13:32 Андреј Миронов − 19:19 Никита Кучеров − 22:53 Иван Телегин − 32:50 Владислав Гавриков − 55:47 | 1:0 2:0 3:0 4:0 5:0 6:0 |         |                 | Судије Марк Лемелин Данијел Пјехачек Линијске судије Лукас Колмилер Џудсон Ритер |
| 6 мин | Искључења               | 8 мин   |                 | Судије Марк Лемелин Данијел Пјехачек Линијске судије Лукас Колмилер Џудсон Ритер |
| 39 | Шутеви на гол           | 22      |                 | Судије Марк Лемелин Данијел Пјехачек Линијске судије Лукас Колмилер Џудсон Ритер |

| 13. мај 2017. 20:15 | Италија | 1 : 4 (1:2, 0:2, 0:0) | Немачка | , Келн Посетилаца: 18.712 |

| Извор                  | Извор               | Извор                                                                                         | Извор               | Извор                                                                           |
| ---------------------- | ------------------- | --------------------------------------------------------------------------------------------- | ------------------- | ------------------------------------------------------------------------------- |
|                        | Андреас Бернард     | Голмани                                                                                       | Дани аус ден Биркен | Судије Стивен Рено Тобијас Верли Линијске судије Андреас Малмквист Петер Шефчик |
| Микеле Маркети − 04:21 | 0:1 1:1 1:2 1:3 1:4 | 03:34 − Кристијан Ерхоф 18:16 − Матијас Плахта 22:46 − Јаник Сајденберг 26:00 − Доминик Кахун |                     | Судије Стивен Рено Тобијас Верли Линијске судије Андреас Малмквист Петер Шефчик |
| 4 мин                  | Искључења           | 8 мин                                                                                         |                     | Судије Стивен Рено Тобијас Верли Линијске судије Андреас Малмквист Петер Шефчик |
| 18                     | Шутеви на гол       | 37                                                                                            |                     | Судије Стивен Рено Тобијас Верли Линијске судије Андреас Малмквист Петер Шефчик |

| 14. мај 2017. 16:15 | Словачка | 1 : 6 (0:1, 1:3, 0:2) | Сједињене Државе | , Келн Посетилаца: 13.267 |

| Извор                 | Извор                       | Извор | Извор       | Извор                                                                             |
| --------------------- | --------------------------- | --- | ----------- | --------------------------------------------------------------------------------- |
|                       | Јулијус Худачек             | Голмани | Џими Хауард | Судије Јан Хрибик Тобијас Верли Линијске судије Андреас малмквист Сакари Суоминен |
| Мартин Гернат − 30:40 | 0:1 0:2 1:2 1:3 1:4 1:5 1:6 | 08:12 − Клејтон Келер 25:57 − Џони Гудро 36:04 − Кристијан Дворак 38:01 − Џејкоб Труба 42:16 − Џони Гудро 47:23 − Андерс Ли |             | Судије Јан Хрибик Тобијас Верли Линијске судије Андреас малмквист Сакари Суоминен |
| 10 мин                | Искључења                   | 8 мин |             | Судије Јан Хрибик Тобијас Верли Линијске судије Андреас малмквист Сакари Суоминен |
| 20                    | Шутеви на гол               | 28 |             | Судије Јан Хрибик Тобијас Верли Линијске судије Андреас малмквист Сакари Суоминен |

| 14. мај 2017. 20:15 | Данска | 2 : 4 (0:1, 0:2, 2:1) | Шведска | , Келн Посетилаца: 10.314 |

| Извор                                          | Извор                   | Извор                                                                                            | Извор            | Извор                                                                          |
| ---------------------------------------------- | ----------------------- | ------------------------------------------------------------------------------------------------ | ---------------- | ------------------------------------------------------------------------------ |
|                                                | Георг Серенсен          | Голмани                                                                                          | Хенрик Лундквист | Судије Данијел Пјехачек Стивен Рено Линијске судије Лукас Колмилер Петр Шефчик |
| Мортен Мадсен − 49:11 Маркус Лауридсен − 55:17 | 0:1 0:2 0:3 1:3 2:3 2:4 | 02:19 − Јоел Лундквист 35:20 − Вилијам Ниландер 39:06 − Вилијам Ниландер 57:31 − Никлас Бекстрем |                  | Судије Данијел Пјехачек Стивен Рено Линијске судије Лукас Колмилер Петр Шефчик |
| 4 мин                                          | Искључења               | 12 мин                                                                                           |                  | Судије Данијел Пјехачек Стивен Рено Линијске судије Лукас Колмилер Петр Шефчик |
| 21                                             | Шутеви на гол           | 33                                                                                               |                  | Судије Данијел Пјехачек Стивен Рено Линијске судије Лукас Колмилер Петр Шефчик |

| 15. мај 2017. 16:15 | Данска | 2 : 0 (0:0, 0:0, 2:0) | Италија | , Келн Посетилаца: 5.653 |

| Извор                                    | Извор          | Извор   | Извор           | Извор                                                                               |
| ---------------------------------------- | -------------- | ------- | --------------- | ----------------------------------------------------------------------------------- |
|                                          | Себастијан Дам | Голмани | Андреас Бернард | Судије Стефан Фонселијус Едуардс Одињш Линијске судије Џудсон Ритер Сакари Суоминен |
| Никлас Хардт − 57:36 Петер Регин − 58:47 | 1:0 2:0        |         |                 | Судије Стефан Фонселијус Едуардс Одињш Линијске судије Џудсон Ритер Сакари Суоминен |
| 2 мин                                    | Искључења      | 4 мин   |                 | Судије Стефан Фонселијус Едуардс Одињш Линијске судије Џудсон Ритер Сакари Суоминен |
| 38                                       | Шутеви на гол  | 16      |                 | Судије Стефан Фонселијус Едуардс Одињш Линијске судије Џудсон Ритер Сакари Суоминен |

| 15. мај 2017. 20:15 | Русија | 5 : 0 (2:0, 2:0, 1:0) | Летонија | , Келн Посетилаца: 16.439 |

| Извор | Извор               | Извор   | Извор          | Извор                                                                           |
| --- | ------------------- | ------- | -------------- | ------------------------------------------------------------------------------- |
| | Иља Сорокин         | Голмани | Иварс Пуненовс | Судије Јан Хрибик Антоњин Јержабек Линијске судије Рене Јенсен Мирослав Лхотски |
| Богдан Киселевич − 12:10 Иван Телегин − 18:41 Владислав Наместников − 20:57 Никита Кучеров − 39:00 Антон Белов − 53:17 | 1:0 2:0 3:0 4:0 5:0 |         |                | Судије Јан Хрибик Антоњин Јержабек Линијске судије Рене Јенсен Мирослав Лхотски |
| 8 мин | Искључења           | 8 мин   |                | Судије Јан Хрибик Антоњин Јержабек Линијске судије Рене Јенсен Мирослав Лхотски |
| 36 | Шутеви на гол       | 24      |                | Судије Јан Хрибик Антоњин Јержабек Линијске судије Рене Јенсен Мирослав Лхотски |

| 16. мај 2017. 12:15 | Шведска | 4 : 2 (2:0, 1:1, 1:1) | Словачка | , Келн Посетилаца: 10.259 |

| Извор                                                                                               | Извор                   | Извор                                        | Извор                          | Извор                                                                             |
| --------------------------------------------------------------------------------------------------- | ----------------------- | -------------------------------------------- | ------------------------------ | --------------------------------------------------------------------------------- |
| | Хенрик Лундквист        | Голмани                                      | Јулијус Худачек Јарослав Јанус | Судије Антоњин Јержабек Едуардс Одињш Линијске судије Лукас Колмилер Глеб Лазарев |
| Вилијам Ниландер − 04:02 Оливер Екман Ларсон − 08:14 Денис Еверберг − 25:45 Вилијам Карлсон − 59:28 | 1:0 2:0 2:1 3:1 3:2 4:2 | 24:08 − Томаш Матоушек 41:34 − Андреј Кудрна |                                | Судије Антоњин Јержабек Едуардс Одињш Линијске судије Лукас Колмилер Глеб Лазарев |
| 8 мин                                                                                               | Искључења               | 4 мин                                        |                                | Судије Антоњин Јержабек Едуардс Одињш Линијске судије Лукас Колмилер Глеб Лазарев |
| 38                                                                                                  | Шутеви на гол           | 15                                           |                                | Судије Антоњин Јержабек Едуардс Одињш Линијске судије Лукас Колмилер Глеб Лазарев |

| 16. мај 2017. 16:15 | Русија | 3 : 5 (1:0, 2:3, 0:2) | Сједињене Државе | , Келн Посетилаца: 18.756 |

| Извор                                                         | Извор                           | Извор                                                                                            | Извор       | Извор                                                                                  |
| ------------------------------------------------------------- | ------------------------------- | ------------------------------------------------------------------------------------------------ | ----------- | -------------------------------------------------------------------------------------- |
|                                                               | Андреј Василевски               | Голмани                                                                                          | Џими Хауард | Судије Анси Салонен Данијел Стрикер Линијске судије Мирослав Лхотски Андреас Малмквист |
| Никита Гусев − 12:29 Антон Белов − 27:33 Никита Гусев − 36:15 | 1:0 1:1 2:1 2:2 3:2 3:3 3:4 3:5 | 21:00 − Кевин Хејс 32:18 − Дилан Ларкин 37:43 − Кевин Хејс 52:27 − Андерс Ли 59:38 − Брок Нелсон |             | Судије Анси Салонен Данијел Стрикер Линијске судије Мирослав Лхотски Андреас Малмквист |
| 16 мин                                                        | Искључења                       | 8 мин                                                                                            |             | Судије Анси Салонен Данијел Стрикер Линијске судије Мирослав Лхотски Андреас Малмквист |
| 19                                                            | Шутеви на гол                   | 35                                                                                               |             | Судије Анси Салонен Данијел Стрикер Линијске судије Мирослав Лхотски Андреас Малмквист |

| 16. мај 2017. 20:15 | Немачка | 4 : 3 (пен) (0:0, 2:1, 1:2; 0:0, 1:0) | Летонија | , Келн Посетилаца: 18.797 |

| Извор | Извор                          | Извор | Извор            | Извор                                                                   |
| --- | ------------------------------ | --- | ---------------- | ----------------------------------------------------------------------- |
| | Филип Грубауер                 | Голмани | Елвис Мерзљикинс | Судије Оливер Гуин Линус Олунд Линијске судије Џудсон Ритер Петр Шефчик |
| Давид Волф − 31:02 Денис Сајденберг − 31:29 Феликс Шиц − 59:27 Доминик Кахун Леон Драјзајтл Фредерик Тифелс | 1:0 2:0 2:1 2:2 2:3 3:3 Пенали | 38:42 − Гунарс Скворцовс 48:22 − Јанис Спруктс 56:08 − Андрис Џерињш Микс Индрашис Каспарс Даугавињш Робертс Букартс |                  | Судије Оливер Гуин Линус Олунд Линијске судије Џудсон Ритер Петр Шефчик |
| 6 мин | Искључења                      | 8 мин |                  | Судије Оливер Гуин Линус Олунд Линијске судије Џудсон Ритер Петр Шефчик |
| 41 | Шутеви на гол                  | 30 |                  | Судије Оливер Гуин Линус Олунд Линијске судије Џудсон Ритер Петр Шефчик |

### Група Б
|  | Пласман у четвртфинале        |
|  | Испали у Дивизију I - група A |

| #  | Репрезентација | Ут | П | Ппр | Ипр | И | ГД | ГП | ГР  | Бод |
| -- | -------------- | -- | - | --- | --- | - | -- | -- | --- | --- |
| 1. | Канада         | 7  | 6 | 0   | 1   | 0 | 32 | 10 | +22 | 19  |
| 2. | Швајцарска     | 7  | 3 | 2   | 2   | 0 | 22 | 14 | +8  | 15  |
| 3. | Чешка          | 7  | 3 | 2   | 0   | 2 | 23 | 14 | +9  | 13  |
| 4. | Финска         | 7  | 2 | 2   | 1   | 2 | 20 | 22 | -2  | 11  |
| 5. | Француска      | 7  | 2 | 2   | 0   | 3 | 23 | 19 | +4  | 10  |
| 6. | Норвешка       | 7  | 2 | 0   | 2   | 3 | 13 | 19 | -6  | 8   |
| 7. | Белорусија     | 7  | 2 | 0   | 1   | 4 | 15 | 27 | -12 | 7   |
| 8. | Словенија      | 7  | 0 | 0   | 1   | 6 | 13 | 36 | -23 | 1   |

| 5. мај 2017. 16:15 | Финска | 3 : 2 (2:0, 0:1, 1:1) | Белорусија | , Париз Посетилаца: 5.078 |

| Извор                                                                   | Извор               | Извор                                              | Извор        | Извор                                                                            |
| ----------------------------------------------------------------------- | ------------------- | -------------------------------------------------- | ------------ | -------------------------------------------------------------------------------- |
|                                                                         | Јонас Корписало     | Голмани                                            | Кевин Лаланд | Судије Јан Хрибик Данијел Пјехачек Линијске судије Рене Јенсен Андреас Малмквист |
| Себастијан Ахо − 02:43 Оскар Осала − 05:09 Вели-Мати Савинаинен − 49:15 | 1:0 2:0 2:1 2:2 3:2 | 38:08 − Јегор Шарангович 44:32 − Јевгениј Ковиршин |              | Судије Јан Хрибик Данијел Пјехачек Линијске судије Рене Јенсен Андреас Малмквист |
| 4 мин                                                                   | Искључења           | 6 мин                                              |              | Судије Јан Хрибик Данијел Пјехачек Линијске судије Рене Јенсен Андреас Малмквист |
| 24                                                                      | Шутеви на гол       | 24                                                 |              | Судије Јан Хрибик Данијел Пјехачек Линијске судије Рене Јенсен Андреас Малмквист |

| 5. мај 2017. 20:15 | Чешка | 1 : 4 (0:1, 0:1, 1:2) | Канада | , Париз Посетилаца: 8.834 |

| Извор               | Извор               | Извор                                                                             | Извор         | Извор                                                                          |
| ------------------- | ------------------- | --------------------------------------------------------------------------------- | ------------- | ------------------------------------------------------------------------------ |
|                     | Петр Мразек         | Голмани                                                                           | Калвин Пикард | Судије Стефан Фонселијус Стивен Рено Линијске судије Глеб Лазарев Џудсон Ритер |
| Лукаш Радил − 52:41 | 0:1 0:2 1:2 1:3 1:4 | 06:09 − Рајан О’Рајли 20:55 − Мајк Матесон 54:50 − Тајсон Бери 59:18 − Џеф Скинер |               | Судије Стефан Фонселијус Стивен Рено Линијске судије Глеб Лазарев Џудсон Ритер |
| 6 мин               | Искључења           | 10 мин                                                                            |               | Судије Стефан Фонселијус Стивен Рено Линијске судије Глеб Лазарев Џудсон Ритер |
| 29                  | Шутеви на гол       | 28                                                                                |               | Судије Стефан Фонселијус Стивен Рено Линијске судије Глеб Лазарев Џудсон Ритер |

| 6. мај 2017. 12:15 | Швајцарска | 5 : 4 (пен) (4:0, 0:1, 0:3; 0:0, 0:1) | Словенија | , Париз Посетилаца: 4.922 |

| Извор | Извор                                  | Извор | Извор                         | Извор                                                                    |
| --- | -------------------------------------- | --- | ----------------------------- | ------------------------------------------------------------------------ |
| | Јонас Хилер                            | Голмани | Гашпер Крошељ Матија Пинтарич | Судије Јан Хрибик Маркус Линде Линијске судије Џудсон Ритер Петер Шефчик |
| Андрес Амбил − 10:49 Гаетан Хас − 15:01 Ромен Лофел − 16:59 Симон Боденман − 17:47 Дамијен Брунер Денис Холенштајн Танер Ричард | 1:0 2:0 3:0 4:0 4:1 4:2 4:3 4:4 Пенали | 38:31 − Јан Муршак 45:50 − Жига Јеглич 54:02 − Јан Урбас 55:23 − Роберт Саболич Роберт Саболич Рок Тичар Јан Муршак |                               | Судије Јан Хрибик Маркус Линде Линијске судије Џудсон Ритер Петер Шефчик |
| 16 мин | Искључења                              | 10 мин |                               | Судије Јан Хрибик Маркус Линде Линијске судије Џудсон Ритер Петер Шефчик |
| 33 | Шутеви на гол                          | 23 |                               | Судије Јан Хрибик Маркус Линде Линијске судије Џудсон Ритер Петер Шефчик |

| 6. мај 2017. 16:15 | Белорусија | 1 : 6 (0:2, 1:1, 0:3) | Чешка | , Париз Посетилаца: 6.635 |

| Извор                       | Извор                         | Извор | Извор          | Извор                                                                        |
| --------------------------- | ----------------------------- | --- | -------------- | ---------------------------------------------------------------------------- |
|                             | Кевил Лаланд Михаил Карнаухов | Голмани | Павел Францоуз | Судије Брет Ајверсон Марк Лемелин Линијске судије Рене Јенсен Лукас Колмилер |
| Александар Павлович − 21:13 | 0:1 0:2 1:2 1:3 1:4 1:5 1:6   | 13:16 − Петр Врана 17:30 − Радко Гудас 35:38 − Роман Червенка 47:26 − Радим Шимек 49:37 − Јакуб Ворачек 59:44 − Михал Кемпни |                | Судије Брет Ајверсон Марк Лемелин Линијске судије Рене Јенсен Лукас Колмилер |
| 16 мин                      | Искључења                     | 12 мин |                | Судије Брет Ајверсон Марк Лемелин Линијске судије Рене Јенсен Лукас Колмилер |
| 7                           | Шутеви на гол                 | 45 |                | Судије Брет Ајверсон Марк Лемелин Линијске судије Рене Јенсен Лукас Колмилер |

| 6. мај 2017. 20:15 | Норвешка | 3 : 2 (0:0, 2:1, 1:1) | Француска | , Париз Посетилаца: 7.893 |

| Извор                                                                 | Извор               | Извор                                           | Извор        | Извор                                                                                  |
| --------------------------------------------------------------------- | ------------------- | ----------------------------------------------- | ------------ | -------------------------------------------------------------------------------------- |
|                                                                       | Ларс Хауген         | Голмани                                         | Кристобал Уе | Судије Данијел Пјехачек Тобијас Верли Линијске судије Мирослав Лхотски Сакари Суоминен |
| Кен Андре Олимб − 25:13 Патрик Торесен − 29:40 Патрик Торесен − 49:49 | 1:0 2:0 2:1 3:1 3:2 | 38:14 − Стефан да Коста 49:59 − Стефан Да Коста |              | Судије Данијел Пјехачек Тобијас Верли Линијске судије Мирослав Лхотски Сакари Суоминен |
| 10 мин                                                                | Искључења           | 12 мин                                          |              | Судије Данијел Пјехачек Тобијас Верли Линијске судије Мирослав Лхотски Сакари Суоминен |
| 24                                                                    | Шутеви на гол       | 24                                              |              | Судије Данијел Пјехачек Тобијас Верли Линијске судије Мирослав Лхотски Сакари Суоминен |

| 7. мај 2017. 12:15 | Словенија | 2 : 7 (0:3, 1:3, 1:1) | Канада | , Париз Посетилаца: 9.128 |

| Извор                                | Извор                               | Извор | Извор      | Извор                                                                              |
| ------------------------------------ | ----------------------------------- | --- | ---------- | ---------------------------------------------------------------------------------- |
|                                      | Гашпер Крошељ                       | Голмани | Чад Џонсон | Судије Марк Лемелин Тобијас Верли Линијске судије Лукас Колмилер Андреас Малмквист |
| Јан Муршак − 35:44 Јан Урбас − 57:55 | 0:1 0:2 0:3 0:4 0:5 1:5 1:6 1:7 2:7 | 04:30 − Тајсон Бери 14:36 − Нејтан Макинон 16:14 − Брејден Поинт 24:44 − Нејтан Макинон 25:43 − Нејтан Макинон 37:11 − Мичел Марнер 47:07 − Џеф Скинер |            | Судије Марк Лемелин Тобијас Верли Линијске судије Лукас Колмилер Андреас Малмквист |
| 8 мин                                | Искључења                           | 8 мин |            | Судије Марк Лемелин Тобијас Верли Линијске судије Лукас Колмилер Андреас Малмквист |
| 14                                   | Шутеви на гол                       | 51 |            | Судије Марк Лемелин Тобијас Верли Линијске судије Лукас Колмилер Андреас Малмквист |

| 7. мај 2017. 16:15 | Финска | 1 : 5 (0:1, 1:2, 0:2) | Француска | , Париз Посетилаца: 11.433 |

| Извор                 | Извор                   | Извор | Извор         | Извор                                                                      |
| --------------------- | ----------------------- | --- | ------------- | -------------------------------------------------------------------------- |
|                       | Јонас Корписало         | Голмани | Флоријан Арди | Судије Брет Ајверсон Маркус Линде Линијске судије Глеб Лазарев Петр Шефчик |
| Мико Лехтонен − 21:33 | 0:1 1:1 1:2 1:3 1:4 1:5 | 14:17 − Пјер Едуард Белмар 33:58 − Антоан Русел 38:49 − Валентен Клеро 48:27 − Антоан Русел 57:49 − Дамијен Флери |               | Судије Брет Ајверсон Маркус Линде Линијске судије Глеб Лазарев Петр Шефчик |
| 8 мин                 | Искључења               | 20 мин |               | Судије Брет Ајверсон Маркус Линде Линијске судије Глеб Лазарев Петр Шефчик |
| 43                    | Шутеви на гол           | 26 |               | Судије Брет Ајверсон Маркус Линде Линијске судије Глеб Лазарев Петр Шефчик |

| 7. мај 2017. 20:15 | Норвешка | 0 : 3 (0:0, 0:2, 0:1) | Швајцарска | , Париз Посетилаца: 7.782 |

| Извор  | Извор            | Извор                                                     | Извор           | Извор                                                                                 |
| ------ | ---------------- | --------------------------------------------------------- | --------------- | ------------------------------------------------------------------------------------- |
|        | Хенрик Хавкеланд | Голмани                                                   | Леонардо Ђенони | Судије Стефан Фонселијус Стивен Рено Линијске судије Мирослав Лхотски Сакари Суоминен |
|        | 0:1 0:2 0:3      | 32:04 − Рето Шепи 34:00 − Коди Алмонд 49:37 − Пијус Сутер |                 | Судије Стефан Фонселијус Стивен Рено Линијске судије Мирослав Лхотски Сакари Суоминен |
| 12 мин | Искључења        | 8 мин                                                     |                 | Судије Стефан Фонселијус Стивен Рено Линијске судије Мирослав Лхотски Сакари Суоминен |
| 20     | Шутеви на гол    | 38                                                        |                 | Судије Стефан Фонселијус Стивен Рено Линијске судије Мирослав Лхотски Сакари Суоминен |

| 8. мај 2017. 16:15 | Белорусија | 0 : 6 (0:1, 0:2, 0:3) | Канада | , Париз Посетилаца: 4.363 |

| Извор  | Извор                   | Извор | Извор         | Извор                                                                        |
| ------ | ----------------------- | --- | ------------- | ---------------------------------------------------------------------------- |
|        | Михаил Карнаухов        | Голмани | Калвин Пикард | Судије Стефан Фонселијус Јан Хрибик Линијске судије Рене Јенсен Глеб Лазарев |
|        | 0:1 0:2 0:3 0:4 0:5 0:6 | 05:08 − Брејден Поинт 24:20 − Нејтан Макинон 35:21 − Нејтан Макинон 47:01 − Џеф Скинер 50:16 − Клод Жиру 54:42 − Брејден Поинт |               | Судије Стефан Фонселијус Јан Хрибик Линијске судије Рене Јенсен Глеб Лазарев |
| 12 мин | Искључења               | 6 мин |               | Судије Стефан Фонселијус Јан Хрибик Линијске судије Рене Јенсен Глеб Лазарев |
| 13     | Шутеви на гол           | 45 |               | Судије Стефан Фонселијус Јан Хрибик Линијске судије Рене Јенсен Глеб Лазарев |

| 8. мај 2017. 20:15 | Финска | 3 : 4 (пен) (3:0, 0:0, 0:3; 0:0; 0:1) | Чешка | , Париз Посетилаца: 8.112 |

| Извор | Извор                          | Извор                                                                             | Извор       | Извор                                                                              |
| --- | ------------------------------ | --------------------------------------------------------------------------------- | ----------- | ---------------------------------------------------------------------------------- |
| | Јонас Корписало                | Голмани                                                                           | Петр Мразек | Судије Данијел Пјехачек Стивен Рено Линијске судије Андреас Малмквист Џудсон Ритер |
| Валтери Филпула − 00:58 Топи Јакола − 02:41 Виле Лајунен − 13:51 Јесе Пулјујерви Себастијан Ахо Мико Рантанен | 1:0 2:0 3:0 3:1 3:2 3:3 Пенали | 47:37 − Роман Хорак 57:46 − Радко Гудас 58:09 − Јан Коварж Робин Ханцл Томаш Хика |             | Судије Данијел Пјехачек Стивен Рено Линијске судије Андреас Малмквист Џудсон Ритер |
| 20 мин | Искључења                      | 6 мин                                                                             |             | Судије Данијел Пјехачек Стивен Рено Линијске судије Андреас Малмквист Џудсон Ритер |
| 21 | Шутеви на гол                  | 34                                                                                |             | Судије Данијел Пјехачек Стивен Рено Линијске судије Андреас Малмквист Џудсон Ритер |

| 9. мај 2017. 16:15 | Словенија | 1 : 5 (0:3, 1:1, 0:1) | Норвешка | , Париз Посетилаца: 2.696 |

| Извор                  | Извор                         | Извор | Извор       | Извор                                                                              |
| ---------------------- | ----------------------------- | --- | ----------- | ---------------------------------------------------------------------------------- |
|                        | Матија Пинтарич Гашпер Крошељ | Голмани | Ларс Хауген | Судије Роман Гофман Антоњин Јержабек Линијске судије Мирослав Лхотски Петар Шефчик |
| Роберт Саболич − 39:45 | 0:1 0:2 0:3 0:4 1:4 1:5       | 05:57 − Матис Олимб 14:35 − Кен Андре Олимб 18:20 − Кристијан Форсберг 38:58 − Александар Рејхенберг 59:17 − Патрик Торесен |             | Судије Роман Гофман Антоњин Јержабек Линијске судије Мирослав Лхотски Петар Шефчик |
| 6 мин                  | Искључења                     | 10 мин |             | Судије Роман Гофман Антоњин Јержабек Линијске судије Мирослав Лхотски Петар Шефчик |
| 16                     | Шутеви на гол                 | 23 |             | Судије Роман Гофман Антоњин Јержабек Линијске судије Мирослав Лхотски Петар Шефчик |

| 9. мај 2017. 20:15 | Швајцарска | 3 : 4 (пен) (0:1, 2:0, 1:2; 0:0; 0:1) | Француска | , Париз Посетилаца: 6.747 |

| Извор | Извор                          | Извор | Извор        | Извор                                                                           |
| --- | ------------------------------ | --- | ------------ | ------------------------------------------------------------------------------- |
| | Леонардо Ђенони                | Голмани | Кристобал Уе | Судије Едуардс Одињш Линус Олунд Линијске судије Лукас Колмилер Сакари Суоминен |
| Венсан Праплан − 21:22 Венсан Праплан − 23:48 Андрес Амбил − 53:41 Дамијен Брунер Венсан Праплан Денис Холенштајн | 0:1 1:1 2:1 2:2 3:2 3:3 Пенали | 02:53 − Јохан Овити 43:02 − Стефан да Коста 55:41 − Антони Реш Дамијен Флери Стефан да Коста Пјер Едуард Белмар |              | Судије Едуардс Одињш Линус Олунд Линијске судије Лукас Колмилер Сакари Суоминен |
| 12 мин | Искључења                      | 12 мин |              | Судије Едуардс Одињш Линус Олунд Линијске судије Лукас Колмилер Сакари Суоминен |
| 26 | Шутеви на гол                  | 25 |              | Судије Едуардс Одињш Линус Олунд Линијске судије Лукас Колмилер Сакари Суоминен |

| 10. мај 2017. 16:15 | Швајцарска | 3 : 0 (1:0, 1:0, 1:0) | Белорусија | , Париз Посетилаца: 3.212 |

| Извор                                                      | Извор           | Извор   | Извор        | Извор                                                                        |
| ---------------------------------------------------------- | --------------- | ------- | ------------ | ---------------------------------------------------------------------------- |
|                                                            | Леонардо Ђенони | Голмани | Кевин Лаланд | Судије Роман Гофман Анси Салонен Линијске судије Хану Сормунен Либор Суханек |
| Рето Шепи − 17:54 Андрес Амбил − 35:29 Коди Алмонд − 47:55 | 1:0 2:0 3:0     |         |              | Судије Роман Гофман Анси Салонен Линијске судије Хану Сормунен Либор Суханек |
| 6 мин                                                      | Искључења       | 10 мин  |              | Судије Роман Гофман Анси Салонен Линијске судије Хану Сормунен Либор Суханек |
| 23                                                         | Шутеви на гол   | 14      |              | Судије Роман Гофман Анси Салонен Линијске судије Хану Сормунен Либор Суханек |

| 10. мај 2017. 20:15 | Финска | 5 : 2 (0:1, 2:0, 3:1) | Словенија | , Париз Посетилаца: 3.436 |

| Извор | Извор                       | Извор                                 | Извор         | Извор                                                                           |
| --- | --------------------------- | ------------------------------------- | ------------- | ------------------------------------------------------------------------------- |
| | Хари Сетери                 | Голмани                               | Гашпер Крошељ | Судије Линус Олунд Даније Стрикер Линијске судије Роман кадерли Нејтан Ваностен |
| Вели-Мати Савинаинен − 24:06 Мико Рантанен − 25:51 Себастијан Ахо − 49:30 Марку Хеникеинен − 50:34 Томи Салинен − 59:15 | 0:1 1:1 2:1 2:2 3:2 4:2 5:2 | 14:21 − Анже Куралт 45:50 − Рок Тичар |               | Судије Линус Олунд Даније Стрикер Линијске судије Роман кадерли Нејтан Ваностен |
| 4 мин | Искључења                   | 6 мин                                 |               | Судије Линус Олунд Даније Стрикер Линијске судије Роман кадерли Нејтан Ваностен |
| 49 | Шутеви на гол               | 14                                    |               | Судије Линус Олунд Даније Стрикер Линијске судије Роман кадерли Нејтан Ваностен |

| 11. мај 2017. 16:15 | Чешка | 1 : 0 (про) (0:0, 0:0, 0:0; 1:0) | Норвешка | , Париз Посетилаца: 6.381 |

| Извор              | Извор          | Извор   | Извор       | Извор                                                                               |
| ------------------ | -------------- | ------- | ----------- | ----------------------------------------------------------------------------------- |
|                    | Павел Францоуз | Голмани | Ларс Хауген | Судије Оливер Гуин Данијел Стрикер Линијске судије Брајан Оливер Александар Отмахов |
| Јан Коварж − 61:25 | 1:0            |         |             | Судије Оливер Гуин Данијел Стрикер Линијске судије Брајан Оливер Александар Отмахов |
| 8 мин              | Искључења      | 4 мин   |             | Судије Оливер Гуин Данијел Стрикер Линијске судије Брајан Оливер Александар Отмахов |
| 32                 | Шутеви на гол  | 10      |             | Судије Оливер Гуин Данијел Стрикер Линијске судије Брајан Оливер Александар Отмахов |

| 11. мај 2017. 20:15 | Канада | 3 : 2 (1:1, 1:1, 1:0) | Француска | , Париз Посетилаца: 14.510 |

| Извор                                                              | Извор               | Извор                                           | Извор         | Извор                                                                          |
| ------------------------------------------------------------------ | ------------------- | ----------------------------------------------- | ------------- | ------------------------------------------------------------------------------ |
|                                                                    | Чад Џонсон          | Голмани                                         | Флоријан Арди | Судије Антоњин Јержабек Јозеф Кубуш Линијске судије Иван Дедјуља Роамн Кадерли |
| Рајан О’Рајли − 05:19 Клод Жиру − 39:11 Марк Едуард Влашић − 42:22 | 1:0 1:1 1:2 2:2 3:2 | 09:00 − Оливије Дам-Малка 21:37 − Дамијен Флери |               | Судије Антоњин Јержабек Јозеф Кубуш Линијске судије Иван Дедјуља Роамн Кадерли |
| 33 мин                                                             | Искључења           | 10 мин                                          |               | Судије Антоњин Јержабек Јозеф Кубуш Линијске судије Иван Дедјуља Роамн Кадерли |
| 35                                                                 | Шутеви на гол       | 24                                              |               | Судије Антоњин Јержабек Јозеф Кубуш Линијске судије Иван Дедјуља Роамн Кадерли |

| 12. мај 2017. 16:15 | Чешка | 5 : 1 (3:0, 1:0, 1:1) | Словенија | , Париз Посетилаца: 2.805 |

| Извор | Извор                   | Извор               | Извор         | Извор                                                                          |
| --- | ----------------------- | ------------------- | ------------- | ------------------------------------------------------------------------------ |
| | Петр Мразек             | Голмани             | Гашпер Крошељ | Судије Роман Гофман Анси Салонен Линијске судије Брајан Оливер Нејтан Ваностен |
| Михал Ржепик − 02:12 Роман Хорак − 08:20 Роман Хорак − 11:46 Михал Кемпни − 22:09 Роман Червенка − 47:15 | 1:0 2:0 3:0 4:0 4:1 5:1 | 44:04 − Миха Верлич |               | Судије Роман Гофман Анси Салонен Линијске судије Брајан Оливер Нејтан Ваностен |
| 8 мин | Искључења               | 6 мин               |               | Судије Роман Гофман Анси Салонен Линијске судије Брајан Оливер Нејтан Ваностен |
| 37 | Шутеви на гол           | 15                  |               | Судије Роман Гофман Анси Салонен Линијске судије Брајан Оливер Нејтан Ваностен |

| 12. мај 2017. 20:15 | Француска | 4 : 3 (пен) (1:0, 1:2, 1:1; 0:0, 1:0) | Белорусија | , Париз Посетилаца: 6.802 |

| Извор | Извор                          | Извор | Извор        | Извор                                                                        |
| --- | ------------------------------ | --- | ------------ | ---------------------------------------------------------------------------- |
| | Кристобал Уе                   | Голмани | Кевин Лаланд | Судије Едуардс Одињш Линус Олунд Линијске судије Јоп Лермакерс Либор Суханек |
| Саша Трил − 12:29 Дамијен Флери − 20:54 Пјер Едуард Белмар − 52:35 Антоан Русел Дамијен Флери Стефан да Коста Стефан да Коста | 1:0 2:0 2:1 2:2 2:3 3:3 Пенали | 26:40 − Александар Павлович 37:47 − Јегор Шарангович 41:20 − Александар Кулаков Михаил Стефанович Андреј Стас Александар Павлович Михаил Стефанович |              | Судије Едуардс Одињш Линус Олунд Линијске судије Јоп Лермакерс Либор Суханек |
| 12 мин | Искључења                      | 10 мин |              | Судије Едуардс Одињш Линус Олунд Линијске судије Јоп Лермакерс Либор Суханек |
| 31 | Шутеви на гол                  | 22 |              | Судије Едуардс Одињш Линус Олунд Линијске судије Јоп Лермакерс Либор Суханек |

| 13. мај 2017. 12:15 | Норвешка | 2 : 3 (про) (1:0, 0:2, 1:0; 0:1) | Финска | , Париз Посетилаца: 8.108 |

| Извор                                               | Извор               | Извор                                                                  | Извор           | Извор                                                                               |
| --------------------------------------------------- | ------------------- | ---------------------------------------------------------------------- | --------------- | ----------------------------------------------------------------------------------- |
|                                                     | Ларс Хауген         | Голмани                                                                | Јонас Корписало | Судије Антоњин Јержабек Јожеф Кубуш Линијске судије Иван Дедјуља Александар Отмахов |
| Андерс Бастиансен − 18:38 Андреас Мартинсен − 59:31 | 1:0 1:1 1:2 2:2 2:3 | 25:33 − Јусо Хијетанен 28:11 − Јулијус Хонка 61:55 − Маркус Хеникеинен |                 | Судије Антоњин Јержабек Јожеф Кубуш Линијске судије Иван Дедјуља Александар Отмахов |
| 12 мин                                              | Искључења           | 24 мин                                                                 |                 | Судије Антоњин Јержабек Јожеф Кубуш Линијске судије Иван Дедјуља Александар Отмахов |
| 21                                                  | Шутеви на гол       | 28                                                                     |                 | Судије Антоњин Јержабек Јожеф Кубуш Линијске судије Иван Дедјуља Александар Отмахов |

| 13. мај 2017. 16:15 | Словенија | 2 : 5 (2:1, 0:4, 0:0) | Белорусија | , Париз Посетилаца: 7.158 |

| Извор                                    | Извор                       | Извор | Извор        | Извор                                                                            |
| ---------------------------------------- | --------------------------- | --- | ------------ | -------------------------------------------------------------------------------- |
|                                          | Гашпер Крошељ               | Голмани | Кевин Лаланд | Судије Оливер Гуин Данијел Стрикер Линијске судије Роман Кадерли Нејтан Ваностен |
| Жига Јеглич − 16:52 Давид Родман − 19:15 | 0:1 1:1 2:1 2:2 2:3 2:4 2:5 | 13:12 − Александар Павлович 20:29 − Јевгениј Ковиршин 29:48 − Александар Павлович 38:05 − Иља Шинкевич 39:43 − Андреј Стас |              | Судије Оливер Гуин Данијел Стрикер Линијске судије Роман Кадерли Нејтан Ваностен |
| 20 мин                                   | Искључења                   | 10 мин |              | Судије Оливер Гуин Данијел Стрикер Линијске судије Роман Кадерли Нејтан Ваностен |
| 30                                       | Шутеви на гол               | 29 |              | Судије Оливер Гуин Данијел Стрикер Линијске судије Роман Кадерли Нејтан Ваностен |

| 13. мај 2017. 20:15 | Канада | 2 : 3 (про) (2:0, 0:0, 0:2; 0:1) | Швајцарска | , Париз Посетилаца: 12.932 |

| Извор                                      | Извор               | Извор                                                              | Извор                       | Извор                                                                         |
| ------------------------------------------ | ------------------- | ------------------------------------------------------------------ | --------------------------- | ----------------------------------------------------------------------------- |
|                                            | Калвин Пикард       | Голмани                                                            | Јонас Хилер Леонардо Ђенони | Судије Едуардс Одињш Анси Салонен Линијске судије Јоп Лермакерс Хану Сормунен |
| Рајан О’Рајли − 04:22 Мичел Марнер − 06:28 | 1:0 2:0 2:1 2:2 2:3 | 46:37 − Фабрис Херцог 49:44 − Венсан Праплан 63:40 − Фабрис Херцог |                             | Судије Едуардс Одињш Анси Салонен Линијске судије Јоп Лермакерс Хану Сормунен |
| 8 мин                                      | Искључења           | 6 мин                                                              |                             | Судије Едуардс Одињш Анси Салонен Линијске судије Јоп Лермакерс Хану Сормунен |
| 45                                         | Шутеви на гол       | 26                                                                 |                             | Судије Едуардс Одињш Анси Салонен Линијске судије Јоп Лермакерс Хану Сормунен |

| 14. мај 2017. 16:15 | Француска | 2 : 5 (0:1, 1:2, 1:2) | Чешка | , Париз Посетилаца: 13.003 |

| Извор                                        | Извор                       | Извор                                                                                                   | Извор          | Извор                                                                           |
| -------------------------------------------- | --------------------------- | --- | -------------- | ------------------------------------------------------------------------------- |
|                                              | Флоријан Арди               | Голмани                                                                                                 | Павел Францоуз | Судије Оливер Гуин Јозеф Кубуш Линијске судије Александар Отмахов Хану Сормунен |
| Стефан да Коста − 20:53 Антоан Русел − 50:38 | 0:1 1:1 1:2 1:3 1:4 2:4 2:5 | 08:32 − Давид Пастрњак 26:52 − Михал Ржепик 37:01 − Јан Рута 48:03 − Михал Ржепик 58:56 − Томаш Зохорна |                | Судије Оливер Гуин Јозеф Кубуш Линијске судије Александар Отмахов Хану Сормунен |
| 6 мин                                        | Искључења                   | 14 мин                                                                                                  |                | Судије Оливер Гуин Јозеф Кубуш Линијске судије Александар Отмахов Хану Сормунен |
| 24                                           | Шутеви на гол               | 28 |                | Судије Оливер Гуин Јозеф Кубуш Линијске судије Александар Отмахов Хану Сормунен |

| 14. мај 2017. 20:15 | Швајцарска | 2 : 3 (про) (2:1, 0:0, 0:1; 0:1) | Финска | , Париз Посетилаца: 10.860 |

| Извор                                     | Извор               | Извор                                                                | Извор                       | Извор                                                                      |
| ----------------------------------------- | ------------------- | -------------------------------------------------------------------- | --------------------------- | -------------------------------------------------------------------------- |
|                                           | Леонардо Ђенони     | Голмани                                                              | Јонас Корписало Хари Сетери | Судије Роман Гофман Линус Олунд Линијске судије Иван Дедјуља Либор Суханек |
| Фабрис Херцог − 04:40 Џоел Генаци − 10:30 | 1:0 2:0 2:1 2:2 2:3 | 19:01 − Јусо Хијетанен 47:40 − Мико Рантанен 62:24 − Валтери Филпула |                             | Судије Роман Гофман Линус Олунд Линијске судије Иван Дедјуља Либор Суханек |
| 20 мин                                    | Искључења           | 12 мин                                                               |                             | Судије Роман Гофман Линус Олунд Линијске судије Иван Дедјуља Либор Суханек |
| 27                                        | Шутеви на гол       | 27                                                                   |                             | Судије Роман Гофман Линус Олунд Линијске судије Иван Дедјуља Либор Суханек |

| 15. мај 2017. 16:15 | Канада | 5 : 0 (2:0, 2:0, 1:0) | Норвешка | , Париз Посетилаца: 5.093 |

| Извор | Извор               | Извор   | Извор                          | Извор                                                                        |
| --- | ------------------- | ------- | ------------------------------ | ---------------------------------------------------------------------------- |
| | Чад Џонсон          | Голмани | Хенрик Хавкеланд Стефен Себерг | Судије Роман Гофман Маркус Линде Линијске судије Роман Кадерли Либор Суханек |
| Брејден Шен − 17:48 Колтон Парајко − 18:42 Марк Шејфел− 34:57 Колтон Парајко − 38:14 Рајан О’Рајли − 57:20 | 1:0 2:0 3:0 4:0 5:0 |         |                                | Судије Роман Гофман Маркус Линде Линијске судије Роман Кадерли Либор Суханек |
| 8 мин | Искључења           | 10 мин  |                                | Судије Роман Гофман Маркус Линде Линијске судије Роман Кадерли Либор Суханек |
| 48 | Шутеви на гол       | 10      |                                | Судије Роман Гофман Маркус Линде Линијске судије Роман Кадерли Либор Суханек |

| 15. мај 2017. 20:15 | Француска | 4 : 1 (0:0, 2:0, 2:1) | Словенија | , Париз Посетилаца: 12.807 |

| Извор                                                                              | Извор                      | Извор              | Извор           | Извор                                                                         |
| ---------------------------------------------------------------------------------- | -------------------------- | ------------------ | --------------- | ----------------------------------------------------------------------------- |
|                                                                                    | Кристобал Уе Флоријан Арди | Голмани            | Матија Пинтарич | Судије Брет Ајверсон Марк Лемелин Линијске судије Јоп Лермакерс Брајан оливер |
| Антоан Русел − 28:20 Јохан Овити − 31:08 Антоан Русел − 44:01 Антоан Русел − 58:30 | 1:0 2:0 3:0 3:1 4:1        | 44:25 − Јан Муршак |                 | Судије Брет Ајверсон Марк Лемелин Линијске судије Јоп Лермакерс Брајан оливер |
| 4 мин                                                                              | Искључења                  | 6 мин              |                 | Судије Брет Ајверсон Марк Лемелин Линијске судије Јоп Лермакерс Брајан оливер |
| 25                                                                                 | Шутеви на гол              | 27                 |                 | Судије Брет Ајверсон Марк Лемелин Линијске судије Јоп Лермакерс Брајан оливер |

| 16. мај 2017. 12:15 | Белорусија | 4 : 3 (0:0, 2:1, 2:1) | Норвешка | , Париз Посетилаца: 3.867 |

| Извор                                                                                             | Извор                       | Извор                                                                    | Извор       | Извор                                                                               |
| ------------------------------------------------------------------------------------------------- | --------------------------- | ------------------------------------------------------------------------ | ----------- | ----------------------------------------------------------------------------------- |
|                                                                                                   | Михаил Карнаухов            | Голмани                                                                  | Ларс Хауген | Судије Данијел Пјехачек Тобијас Верли Линијске судије Јоп Лермакерс Нејтан Ваностен |
| Јевгениј Лисовец − 26:08 Александар Кулаков − 37:52 Иља Шинкевич − 54:06 Јевгениј Лисовец − 56:56 | 1:0 1:1 2:1 2:2 2:3 3:3 4:3 | 35:05 − Данијел Сервик 41:19 − Александар Рејхенберг 43:41 − Јонас Холес |             | Судије Данијел Пјехачек Тобијас Верли Линијске судије Јоп Лермакерс Нејтан Ваностен |
| 6 мин                                                                                             | Искључења                   | 4 мин                                                                    |             | Судије Данијел Пјехачек Тобијас Верли Линијске судије Јоп Лермакерс Нејтан Ваностен |
| 19                                                                                                | Шутеви на гол               | 26                                                                       |             | Судије Данијел Пјехачек Тобијас Верли Линијске судије Јоп Лермакерс Нејтан Ваностен |

| 16. мај 2017. 16:15 | Чешка | 1 : 3 (0:1, 1:1, 0:1) | Швајцарска | , Париз Посетилаца: 4.531 |

| Извор                  | Извор           | Извор                                                           | Извор         | Извор                                                                      |
| ---------------------- | --------------- | --------------------------------------------------------------- | ------------- | -------------------------------------------------------------------------- |
|                        | Петр Мразек     | Голмани                                                         | Никлас Шлегел | Судије Јозеф Кубуш Маркус Линде Линијске судије Иван Дедјуља Хану Сормунен |
| Роман Червенка − 34:08 | 0:1 0:2 1:2 1:3 | 01:42 − Венсан Праплан 28:36 − Рето Сури 52:09 − Дамијен Брунер |               | Судије Јозеф Кубуш Маркус Линде Линијске судије Иван Дедјуља Хану Сормунен |
| 2 мин                  | Искључења       | 6 мин                                                           |               | Судије Јозеф Кубуш Маркус Линде Линијске судије Иван Дедјуља Хану Сормунен |
| 24                     | Шутеви на гол   | 21                                                              |               | Судије Јозеф Кубуш Маркус Линде Линијске судије Иван Дедјуља Хану Сормунен |

| 16. мај 2017. 20:15 | Канада | 5 : 2 (3:1, 1:1, 1:0) | Финска | , Париз Посетилаца: 10.202 |

| Извор | Извор                       | Извор                                   | Извор       | Извор                                                                            |
| --- | --------------------------- | --------------------------------------- | ----------- | -------------------------------------------------------------------------------- |
| | Калвин Пикард               | Голмани                                 | Хари Сетери | Судије Марк Лемелин Стивен Рено Линијске судије Брајан Оливер Александар Отмахов |
| Мичел Марнер − 02:46 Колтон Парајко − 04:06 Мичел Марнер − 13:45 Брејден Поинт − 28:09 Мет Душен − 40:34 | 1:0 1:1 2:1 3:1 4:1 4:2 5:2 | 03:08 − Јани Лајунен 36:51 − Ате Охтама |             | Судије Марк Лемелин Стивен Рено Линијске судије Брајан Оливер Александар Отмахов |
| 10 мин                                                                                                   | Искључења                   | 20 мин                                  |             | Судије Марк Лемелин Стивен Рено Линијске судије Брајан Оливер Александар Отмахов |
| 28 | Шутеви на гол               | 20                                      |             | Судије Марк Лемелин Стивен Рено Линијске судије Брајан Оливер Александар Отмахов |

## Елиминациона фаза
|  | Четвртфинале     | Четвртфинале |         |   | Полуфинале  | Полуфинале  |  |  | Финале | Финале |
|  |                  |              |         |   |             |             |  |  |        |        |
|  | 18. мај          |              |         |   |             |             |  |  |        |        |
|  |                  |              |         |   |             |             |  |  |        |        |
|  | Сједињене Државе | 0            |         |   |             |             |  |  |        |        |
|  | Сједињене Државе | 0            | 20. мај |   |             |             |  |  |        |        |
|  | Финска           | 2            |         |   |             |             |  |  |        |        |
|  | Финска           | 2            | Финска  | 1 |             |             |  |  |        |        |
|  | 18. мај          |              | Финска  | 1 |             |             |  |  |        |        |
|  |                  | Шведска      | 4       |   |             |             |  |  |        |        |
|  | Швајцарска       | Шведска      | 4       | 1 |             |             |  |  |        |        |
|  | Швајцарска       |              | 21. мај | 1 |             |             |  |  |        |        |
|  | Шведска          | 3            |         |   |             |             |  |  |        |        |
|  | Шведска          | 3            | Шведска | 2 |             |             |  |  |        |        |
|  | 18. мај          |              | Шведска | 2 |             |             |  |  |        |        |
|  |                  | Канада       | 1       |   |             |             |  |  |        |        |
|  | Канада           | Канада       | 1       | 2 |             |             |  |  |        |        |
|  | Канада           | 20. мај      |         | 2 |             |             |  |  |        |        |
|  | Немачка          | 1            |         |   |             |             |  |  |        |        |
|  | Немачка          | 1            | Канада  | 4 |             |             |  |  |        |        |
|  | 18. мај          |              | Канада  | 4 |             |             |  |  |        |        |
|  |                  | Русија       | 2       |   | Треће место | Треће место |  |  |        |        |
|  | Русија           | Русија       | 2       | 3 | Треће место | Треће место |  |  |        |        |
|  | Русија           |              | 21. мај | 3 |             |             |  |  |        |        |
|  | Чешка            | 0            |         |   |             |             |  |  |        |        |
|  | Чешка            | 0            | Финска  | 3 |             |             |  |  |        |        |
|  |                  |              |         |   |             |             |  |  |        |        |
|  | Русија           | 5            |         |   |             |             |  |  |        |        |
|  | Русија           | 5            |         |   |             |             |  |  |        |        |

### Четвртфинала
| 18. мај 2017. 16:15 | Сједињене Државе | 0 : 2 (0:0, 0:1, 0:1) | Финска | , Келн Посетилаца: 8.968 |

| Извор  | Извор         | Извор                                         | Извор       | Извор                                                                             |
| ------ | ------------- | --------------------------------------------- | ----------- | --------------------------------------------------------------------------------- |
|        | Џими Хауард   | Голмани                                       | Хари Сетери | Судије Оливер Гуин Антоњин Јержабек Линијске судије Глеб Лазарев Мирослав Лхотски |
|        | 0:1 0:2       | 21:01 − Мико Рантанен 46:49 − Јонас Кемпаинен |             | Судије Оливер Гуин Антоњин Јержабек Линијске судије Глеб Лазарев Мирослав Лхотски |
| 12 мин | Искључења     | 4 мин                                         |             | Судије Оливер Гуин Антоњин Јержабек Линијске судије Глеб Лазарев Мирослав Лхотски |
| 26     | Шутеви на гол | 20                                            |             | Судије Оливер Гуин Антоњин Јержабек Линијске судије Глеб Лазарев Мирослав Лхотски |

| 18. мај 2017. 16:15 | Русија | 3 : 0 (2:0, 0:0, 1:0) | Чешка | , Париз Посетилаца: 6.209 |

| Извор                                                                | Извор             | Извор   | Извор          | Извор                                                                           |
| -------------------------------------------------------------------- | ----------------- | ------- | -------------- | ------------------------------------------------------------------------------- |
|                                                                      | Андреј Василевски | Голмани | Павел Францоуз | Судије Марк Лемелин Тобијас Верли Линијске судије Брајан Оливер Нејтан Ваностен |
| Дмитриј Орлов − 08:45 Никита Кучеров − 13:36 Артемиј Панарин − 53:55 | 1:0 2:0 3:0       |         |                | Судије Марк Лемелин Тобијас Верли Линијске судије Брајан Оливер Нејтан Ваностен |
| 10 мин                                                               | Искључења         | 6 мин   |                | Судије Марк Лемелин Тобијас Верли Линијске судије Брајан Оливер Нејтан Ваностен |
| 26                                                                   | Шутеви на гол     | 27      |                | Судије Марк Лемелин Тобијас Верли Линијске судије Брајан Оливер Нејтан Ваностен |

| 18. мај 2017. 20:15 | Канада | 2 : 1 (1:0, 1:0, 0:1) | Немачка | , Париз Посетилаца: 16.653 |

| Извор                                  | Извор         | Извор                    | Извор          | Извор                                                                          |
| -------------------------------------- | ------------- | ------------------------ | -------------- | ------------------------------------------------------------------------------ |
|                                        | Калвин Пикард | Голмани                  | Филип Грубауер | Судије Јан Хрибик Данијел Стрикер Линијске судије Џудсон Ритер Сакари Суоминен |
| Марк Шејфел − 17:11 Џеф Скинер − 38:08 | 1:0 2:0 2:1   | 53:21 − Јаник Сајденберг |                | Судије Јан Хрибик Данијел Стрикер Линијске судије Џудсон Ритер Сакари Суоминен |
| 8 мин                                  | Искључења     | 18 мин                   |                | Судије Јан Хрибик Данијел Стрикер Линијске судије Џудсон Ритер Сакари Суоминен |
| 50                                     | Шутеви на гол | 20                       |                | Судије Јан Хрибик Данијел Стрикер Линијске судије Џудсон Ритер Сакари Суоминен |

| 18. мај 2017. 20:15 | Швајцарска | 1 : 3 (1:1, 0:1, 0:1) | Шведска | , Париз Посетилаца: 8.417 |

| Извор              | Извор           | Извор                                                                     | Извор            | Извор                                                                             |
| ------------------ | --------------- | ------------------------------------------------------------------------- | ---------------- | --------------------------------------------------------------------------------- |
|                    | Леонардо Ђенони | Голмани                                                                   | Хенрик Лундквист | Судије Брет Ајверсон Јозеф Кубуш Линијске судије Александар Отмахов Либор Суханек |
| Гаетан Хас − 12:53 | 0:1 1:1 1:2 1:3 | 04:15 − Никлас Бекстрем 33:15 − Вилијам Ниландер 43:44 − Александар Едлер |                  | Судије Брет Ајверсон Јозеф Кубуш Линијске судије Александар Отмахов Либор Суханек |
| 2 мин              | Искључења       | 6 мин                                                                     |                  | Судије Брет Ајверсон Јозеф Кубуш Линијске судије Александар Отмахов Либор Суханек |
| 27                 | Шутеви на гол   | 29                                                                        |                  | Судије Брет Ајверсон Јозеф Кубуш Линијске судије Александар Отмахов Либор Суханек |

### Полуфинала
| 20. мај 2017. 15:15 | Канада | 4 : 2 (0:0, 0:2, 4:0) | Русија | , Келн Посетилаца: 16.469 |

| Извор                                                                                | Извор                   | Извор                                          | Извор             | Извор                                                                              |
| ------------------------------------------------------------------------------------ | ----------------------- | ---------------------------------------------- | ----------------- | ---------------------------------------------------------------------------------- |
|                                                                                      | Калвин Пикард           | Голмани                                        | Андреј Василевски | Судије Марк Лемелин Данијел Стрикер Линијске судије Мирослав Лхотски Брајан Оливер |
| Марк Шејфел − 40:17 Нејтан Макинон − 55:07 Рајан О’Рајли − 56:58 Шон Кутурије −58:53 | 0:1 0:2 1:2 2:2 3:2 4:2 | 32:16 − Јевгениј Кузњецов 34:50 − Никита Гусев |                   | Судије Марк Лемелин Данијел Стрикер Линијске судије Мирослав Лхотски Брајан Оливер |
| 10 мин                                                                               | Искључења               | 22 мин                                         |                   | Судије Марк Лемелин Данијел Стрикер Линијске судије Мирослав Лхотски Брајан Оливер |
| 38                                                                                   | Шутеви на гол           | 28                                             |                   | Судије Марк Лемелин Данијел Стрикер Линијске судије Мирослав Лхотски Брајан Оливер |

| 20. мај 2017. 19:15 | Шведска | 4 : 1 (1:1, 2:0, 1:0) | Финска | , Келн Посетилаца: 11.242 |

| Извор                                                                                            | Извор               | Извор                   | Извор       | Извор                                                                                 |
| ------------------------------------------------------------------------------------------------ | ------------------- | ----------------------- | ----------- | ------------------------------------------------------------------------------------- |
|                                                                                                  | Хенрик Лундквист    | Голмани                 | Хари Сетери | Судије Јан Хрибик Антоњин Јержабек Линијске судије Александар Отмахов Нејтан Ваностен |
| Александар Едлер − 01:49 Јон Клингберг − 24:36 Вилијам Ниландер − 34:52 Јоаким Нордстрем − 53:52 | 1:0 1:1 2:1 3:1 4:1 | 04:45 − Јонас Кемпаинен |             | Судије Јан Хрибик Антоњин Јержабек Линијске судије Александар Отмахов Нејтан Ваностен |
| 6 мин                                                                                            | Искључења           | 10 мин                  |             | Судије Јан Хрибик Антоњин Јержабек Линијске судије Александар Отмахов Нејтан Ваностен |
| 41                                                                                               | Шутеви на гол       | 23                      |             | Судије Јан Хрибик Антоњин Јержабек Линијске судије Александар Отмахов Нејтан Ваностен |

### Утакмица за бронзану медаљу
| 21. мај 2017. 16:15 | Русија | 5 : 3 (1:0, 3:1, 1:2) | Финска | , Келн Посетилаца: 16.182 |

| Извор | Извор                           | Извор                                                                    | Извор                       | Извор                                                                           |
| --- | ------------------------------- | ------------------------------------------------------------------------ | --------------------------- | ------------------------------------------------------------------------------- |
| | Андреј Василевски               | Голмани                                                                  | Јонас Корписало Хари Сетери | Судије Оливер Гуин Брет Ајверсон Линијске судије Мирослав Лхотски Брајан Оливер |
| Никита Гусев − 06:58 Владимир Ткачов − 21:48 Никита Гусев − 27:01 Богдан Киселевич − 28:16 Никита Кучеров − 48:03 | 1:0 2:0 3:0 4:0 4:1 4:2 4:3 5:3 | 39:33 − Мико Рантанен 41:16 − Мико Лехтонен 45:29 − Вели Мати Савинаинен |                             | Судије Оливер Гуин Брет Ајверсон Линијске судије Мирослав Лхотски Брајан Оливер |
| 8 мин | Искључења                       | 10 мин                                                                   |                             | Судије Оливер Гуин Брет Ајверсон Линијске судије Мирослав Лхотски Брајан Оливер |
| 30 | Шутеви на гол                   | 29                                                                       |                             | Судије Оливер Гуин Брет Ајверсон Линијске судије Мирослав Лхотски Брајан Оливер |

### Утакмица за златну медаљу
| 21. мај 2017. 20:45 | Канада | 1 : 2 (пен) (0:0, 0:1, 1:0; 0:0, 0:1) | Шведска | , Келн Посетилаца: 17.363 |

| Извор                                                                       | Извор          | Извор                                                                                         | Извор            | Извор                                                                                      |
| --------------------------------------------------------------------------- | -------------- | --------------------------------------------------------------------------------------------- | ---------------- | ------------------------------------------------------------------------------------------ |
|                                                                             | Калвин Пикард  | Голмани                                                                                       | Хенрик Лундквист | Судије Антоњин Јержабек Данијел Стрикер Линијске судије Александар Отмахов Сакари Суоминен |
| Рајан О’Рајли − 41:58 Нејтан Макинон Брејден Поинт Рајан О’Рајли Мич Марнер | 0:1 1:1 Пенали | 39:39 − Виктор Хедман Вилијам Ниландер Никлас Бекстрем Оливер Екман Ларсон Габријел Ландеског |                  | Судије Антоњин Јержабек Данијел Стрикер Линијске судије Александар Отмахов Сакари Суоминен |
| 10 мин                                                                      | Искључења      | 8 мин                                                                                         |                  | Судије Антоњин Јержабек Данијел Стрикер Линијске судије Александар Отмахов Сакари Суоминен |
| 43                                                                          | Шутеви на гол  | 42                                                                                            |                  | Судије Антоњин Јержабек Данијел Стрикер Линијске судије Александар Отмахов Сакари Суоминен |

## Коначан пласман и признања

### Коначан пласман
Коначан пласман на светском првенству елитне дивизије 2017. је следећи:
|     | Шведска          |
|     | Канада           |
|     | Русија           |
| 4.  | Финска           |
| 5.  | Сједињене Државе |
| 6.  | Швајцарска       |
| 7.  | Чешка            |
| 8.  | Немачка          |
| 9.  | Француска        |
| 10. | Летонија         |
| 11. | Норвешка         |
| 12. | Данска           |
| 13. | Белорусија       |
| 14. | Словачка         |
| 15. | Словенија        |
| 16. | Италија          |

## Играчка статистика

### Најбољи стрелци
Игарчи су на листи рангирани по броју освојених поена, а потом по головима:
| Хокејаш          | Ут. | Гол. | Асис. | Поени | +/- | Искљ. у мин |
| ---------------- | --- | ---- | ----- | ----- | --- | ----------- |
| Артемиј Панарин  | 9   | 4    | 13    | 17    | +4  | 4           |
| Никита Кучеров   | 10  | 7    | 8     | 15    | +7  | 8           |
| Нејтан Макинон   | 10  | 6    | 9     | 15    | +6  | 6           |
| Никита Гусев     | 10  | 7    | 7     | 14    | +5  | 4           |
| Вилијам Ниландер | 10  | 7    | 7     | 14    | +11 | 2           |
| Вадим Шипачов    | 10  | 2    | 11    | 13    | +1  | 2           |
| Мич Марнер       | 10  | 4    | 8     | 12    | +1  | 8           |
| Џони Гудро       | 8   | 6    | 5     | 11    | +2  | 0           |
| Себастијан Ахо   | 10  | 2    | 9     | 11    | -2  | 4           |
| Стефан да Коста  | 6   | 6    | 4     | 10    | +3  | 2           |

Извор IIHF.com Архивирано на веб-сајту  (30. јануар 2018)

### Најбољи голмани
Статистика 5 најбољих голмана базирана на проценту одбрањених шутева ка голу (сваки од голмана је одиграо минимум 40% минута своје екипе):
| Голман            | Мин    | ПГ | ППГ  | ШГ  | Одб%  | БПГ |
| ----------------- | ------ | -- | ---- | --- | ----- | --- |
| Хенрик Лундквист  | 320:00 | 7  | 1.31 | 129 | 94.57 | 0   |
| Калвин Пикард     | 443:40 | 11 | 1.49 | 178 | 93.82 | 1   |
| Андреј Василевски | 522:51 | 15 | 1.72 | 233 | 93.56 | 3   |
| Елвис Мерзљикинс  | 364:04 | 12 | 1.98 | 183 | 93.44 | 1   |
| Леонардо Ђенони   | 361:32 | 10 | 1.66 | 150 | 93.33 | 2   |

Извор IIHF.com Архивирано на веб-сајту  (10. мај 2021)

## Састави освајача медаља
|                 | Злато | Сребро | Бронза |  |  |  |
|                 | | | |  |  |  |
| Освајачи медаља | Шведска · Јон Клингберг · Филип Холм · Антон Стролман · Оскар Линдберг · Маркус Кријер · Денис Еверберг · Никлас Бекстрем · Јоел Лундквист · Јоел Ериксон Ек · Оливер Екман Ларсон · Александар Едлер · Јонас Бродин · Елијас Линдхолм · Вилијам Ниландер · Виктор Фаст · Еди Лек · Карл Седерберг · Хенрик Лундквист · Јоаким Нордстрем · Карл Клингберг · Виктор Раск · Линус Омарк · Вилијам Карлсон · Виктор Хедман · Габријел Ландеског · Тренер: Рикард Гренборг | Канада · Ерик Комри · Тајсон Бери · Џејсон Демерс · Џош Мориси · Мет Душен · Брејден Шен · Тревис Конекни · Колтон Парајко · Шон Кутурије · Мич Марнер · Вејн Симондс · Мајк Матесон · Брејден Поинт · Калвин де Хан · Клод Жиру · Нејтан Макинон · Чад Џонсон · Калвин Пикард · Крис Ли · Марк Едуард Влашић · Џеф Скинер · марк Шајфли · Алекс Килорн · Рајан О’Рајли · Тренер: Џон Купер | Русија · Артјом Зуб · Владислав Гавриков · Иван Телегин · Виктор Антипин · Сергеј Мозјакин · Сергеј Андронов · Сергеј Плотников · Александар Барабанов · Иван Проворов · Игор Шестјоркин · Иља Сорокин · Валериј Ничушкин · Богдан Киселевич · Јевгениј Дадонов · Владимир Ткачов · Артемиј Панарин · Антон Белов · Дмитриј Орлов · Никита Кучеров · Вадим Шипачов · Андреј Василевски · Владислав Наместников · Јевгениј Кузњецов · Андреј Миронов · Никита Гусев · Тренер: Олег Знарок |  |  |  |